# 上族祠
上族祠位于浙江省金华市兰溪市永昌街道下孟塘村，是当地徐氏家族的宗祠，又称“徐氏大宗祠”、“孝伦堂”。建筑年代推断为明末清初，建筑面南向，前后共三进，有厢房，二进中厅独立，整体平面布局呈“回”形，总面积约1700平方米，现存结构十分完整。
1990年代前，建筑由村小学使用。2005年3月16日公布为浙江省文物保护单位。2008年，当地有关部门进行修缮。2013年5月公布为第七批全国重点文物保护单位。